# アレクサンドル・ティトフ
アレクサンドル・ヴェニアミノヴィチ・ティトフ(ロシア語: Александр Вениаминович Титов, ラテン文字転写: Aleksandr Veniaminovich Titov, 1954年 - ）はロシアの指揮者。

## 概要
レニングラードに生まれる。レニングラード音楽院に進み、はじめは合唱指揮とピアノ、その後イリヤ・ムーシンのもとでオーケストラの指揮を学び、1988年に民主音楽協会東京国際音楽コンクール第2位に入賞する。1990年にはタングルウッド音楽祭に参加、1990年から1994年にかけてロジェストヴェンスキー、ロストロポーヴィチの助手をつとめる。1991年からマリインスキー劇場管弦楽団、2002年からボリショイ劇場管弦楽団の客演指揮者となり、サンクトペテルブルク交響楽団、BBC交響楽団とも数多く協演。2000年にはBBCスコティッシュ交響楽団と中国ツアーを成功させる。2007年から2013年まで、及び2017年からサンクトペテルブルク国立アカデミー交響楽団の首席指揮者を務める。サンクトペテルブルク音楽院の教授を務める。2005年にロシア連邦功労芸術家の称号を授与される。